# Geografia Hondurasului
Departamentele Hondurasului (în spaniolă départementos) sunt unitățile administrative ale Hondurasului. Statul Honduras are 18 departamente.
| Nº1 | Departament       | Pop. (2005/2006) | Sup. (km²) | Capitală departamentului |
| --- | ----------------- | ---------------- | ---------- | ------------------------ |
| 1   | Atlántida         | 400,787          | 4,372.1    | La Ceiba                 |
| 2   | Choluteca         | 395,000          | 4,360      | Choluteca                |
| 3   | Colón             | 230,000          | 8,248.8    | Trujillo                 |
| 4   | Comayagua         | 400,000          | 5,124      | Comayagua                |
| 5   | Copán             | 300,000          | 3,242      | Santa Rosa de Copán      |
| 6   | Cortés            | 1,300,000        | 3,923      | San Pedro Sula           |
| 7   | El Paraíso        | 350,000          | 7,489.1    | Yuscarán                 |
| 8   | Francisco Morazán | 1,350,000        | 8,619      | Tegucigalpa              |
| 9   | Gracias a Dios    | 60,000           | 16,997     | Puerto Lempira           |
| 10  | Intibucá          | 180,000          | 3,123      | La Esperanza             |
| 11  | Islas de la Bahía | 35,000           | 236        | Roatán                   |
| 12  | La Paz            | 150,000          | 2,525      | La Paz (Honduras)        |
| 13  | Lempira           | 250,000          | 4,228      | Gracias                  |
| 14  | Ocotepeque        | 110,000          | 1630       | Ocotepeque               |
| 15  | Olancho           | 450,000          | 23,905     | Juticalpa                |
| 16  | Santa Bárbara     | 380,000          | 5,024      | Santa Bárbara (Honduras) |
| 17  | Valle             | 170,000          | 1,665      | Nacaome                  |
| 18  | Yoro              | 500,000          | 77,81      | Yoro                     |